# Lucas Arzamendia
Lucas Nahuel Arzamendia (Buenos Aires, 23 febbraio 1999) è un calciatore argentino, difensore dei Rampla Juniors.

## Caratteristiche tecniche
È un terzino destro.

## Carriera
È cresciuto nel settore giovanile del Boca Juniors.
Ha esordito fra i professionisti il 17 febbraio 2019 disputando con il Cerro Largo l'incontro di campionato vinto 2-0 contro il Danubio.